# Poliochera gibbsi
Poliochera gibbsi — вимерлий вид павукоподібних ряду рицінулей (Ricinulei). Вид існував у кінці кам'яновугільного періоду, 311-307 млн років тому. Скам'янілості виду (голотип FMNH PE29176) знайдено у відкладеннях формування Карбондале у США у штаті Іллінойс.